# Laurent Botokeky
Laurent Botokeky, né le 5 décembre 1919 à Bosy (Madagascar) et mort en 1987, est un homme politique franco-malgache.

## Biographie
Il est élu au Conseil de la République,.
De 1960 à 1972, il est ministre de l'Éducation nationale et des Affaires culturelles.